# Europacup I hockey mannen 1974
De eerste (officiële) Europacup I hockey voor mannen werd gehouden van 31 mei tot en met 3 juni 1974 in Utrecht. Het deelnemersveld bestond uit twaalf teams. SC 1880 Frankfurt won deze editie door in de finale HC Kampong te verslaan.

## Uitslag poules

### Poule A
| Team              | Gespeeld | G | G | V | DV | DT | DS | Pnt |
| ----------------- | -------- | - | - | - | -- | -- | -- | --- |
| SC 1880 Frankfurt | 2        | 2 | 0 | 0 | 5  | 0  | +5 | 4   |
| KS Warta          | 2        | 1 | 0 | 1 | 3  | 3  | 0  | 2   |
| Hounslow HC       | 2        | 0 | 0 | 2 | 2  | 7  | -5 | 0   |

Uitslagen
- SC Frankfurt - KS Warta 1-0 (1-0)
- SC Frankfurt - Hounslow 4-0 (1-0)
- KS Warta - Hounslow 3-2 (1-2)

### Poule B
| Team               | Gespeeld | G | G | V | DV | DT | DS  | Pnt |
| ------------------ | -------- | - | - | - | -- | -- | --- | --- |
| HC Kampong         | 2        | 2 | 0 | 0 | 12 | 0  | +12 | 4   |
| FC Lyon            | 2        | 1 | 0 | 1 | 4  | 8  | -4  | 2   |
| Pembroke Wanderers | 2        | 0 | 0 | 2 | 2  | 10 | -8  | 0   |

Uitslagen
- Kampong - FC Lyon 6-0 (4-0)
- Kampong - Pembroke 6-0 (4-0)
- FC Lyon - Pembroke 4-2 (3-1)

### Poule C
| Team                   | Gespeeld | G | G | V | DV | DT | DS | Pnt |
| ---------------------- | -------- | - | - | - | -- | -- | -- | --- |
| KTHC Stadion Rot-Weiss | 2        | 2 | 0 | 0 | 6  | 2  | +4 | 4   |
| Club Egara             | 2        | 1 | 0 | 1 | 5  | 2  | +3 | 2   |
| HC Kopenhagen          | 2        | 0 | 0 | 2 | 1  | 8  | -7 | 0   |

Uitslagen
- HC Kopenhagen - Köln 1-4 (0-2)
- HC Kopenhagen - Egara Tarrassa 0-4 (0-2)
- Köln - Egara Tarrasa 2-1 (0-0)

### Poule D
| Team                  | Gespeeld | G | G | V | DV | DT | DS | Pnt |
| --------------------- | -------- | - | - | - | -- | -- | -- | --- |
| Royal Léopold Club    | 2        | 1 | 1 | 0 | 6  | 1  | +5 | 3   |
| Levante Assicurazioni | 2        | 1 | 1 | 0 | 4  | 1  | +3 | 3   |
| Rot-Weiss Wettingen   | 2        | 0 | 0 | 2 | 0  | 8  | -7 | 0   |

Uitslagen
- Levante Assicurazioni - Wettingen 3-0 (0-0)
- Levante Assicurazioni - Royal Léopold 1-1 (1-1)
- Wettingen - Royal Léopold 0-5 (0-4)

## Kruisfinales

### Groepswinnaars
- SC Frankfurt - KTHC Rot-Weiss 2-1 (1-1)
- Kampong - Royal Léopold: 2-2 (1-1) (4-2 wnv)

### Runner ups
- KS Warta - Club Egara 1-2 (0-1)
- HC Lyon - Levante 3-1 (2-1)

### Verliezers
- Hounslow - HC Kopenhagen 3-2 (1-1)
- Pembroke - Wettingen 1-2 (0-2)

## Finales

#### Finale
- Frankfurt - Kampong 1-0 (0-0)

#### 3de plaats
- KTHC Rot-Weiss - Royal Léopold 1-1 (0-0) (2-1 wnv)

#### 5de plaats
- Club Egara - FC Lyon 5-1 (2-1)

#### 7de plaats
- KS Warta - Levante 5-2 (3-1)

#### 9de plaats
- Hounslow - Wettingen 3-0 (2-0)

#### 11de plaats
- Pembroke - HC Kopenhagen 3-0 (2-0)

## Einduitslag
1. SC 1880 Frankfurt
2. HC Kampong
3. KTHC Stadion Rot-Weiss
4. Royal Léopold Club
5. Club Egara
6. FC Lyon
7. KS Warta
8. Levante Assicurazioni
9. Hounslow HC
10. Rot-Weiss Wettingen
11. Pembroke Wanderers
12. HC Kopenhagen